# Gusselby
Gusselby è un'area urbana della Svezia situata nel comune di Lindesberg, contea di Halland.
La popolazione rilevata nel censimento 2010 era di 300 abitanti .